# 李察·狄恩·安德森
李察·狄恩·安德森（英語：Richard Dean Anderson；1950年1月23日—）是一位美國電視演員。最著名的演出是在《玉面飛龍》（MacGyver）中飾演麥基華及在《星際之門：SG-1》中飾演Jack O'Neill。

## 生平
安德森的父親名Stuart Jay Anderson，母親名Jocelyn Rhae Carter，還有三個弟弟Jeffrey Scott、Thomas John及James Stuart。

### 私人生活
與Apryl Prose同居，兩人育有一女Wylie Quinn Annarose；一家人還有一隻名為Zoe的寵物犬。
興趣為冰上曲棍球，賽車，棒球，騎單車，滑雪

## 外部連結
- Richard Dean Anderson Web Site （页面存档备份，存于）
- 李察·狄恩·安德森在互联网电影资料库（IMDb）上的資料（英文）